# Trstené pri Hornáde
Trstené pri Hornáde é um município da Eslováquia, situado no distrito de Košice-okolie, na região de Košice. Tem 12,92 km² de área e sua população em 2018 foi estimada em 1.568 habitantes.

## Demografia
| Ano:        | 1994 | 2004   | 2014   | 2024   |
| ----------- | ---- | ------ | ------ | ------ |
| Broj ljudi: | 1480 | 1460   | 1538   | 1511   |
| Razlika:    |      | -1,35% | +5,34% | -1,75% |

| Ano:               | 2023 | 2024   |
| ------------------ | ---- | ------ |
| Número de pessoas: | 1500 | 1511   |
| Diferença:         |      | +0,73% |